# Kai Luke Brümmer
Kai Luke Brümmer (né le 17 février 1993) est un acteur sud-africain. Il se fait connaître grâce au rôle de Nicholas van der Swart dans le film Moffie.

## Biographie
Kai Luke Brümmer grandit en banlieue de Johannesbourg. Il est fils de Jacques et Natalie, et a une sœur et un frère adopté. Sa mère l'a inspiré à devenir acteur.
Pendant ses études secondaires à St John's College, il est maître de piste (Monsieur Loyal) au Boswell Wilkie Circus (en)[Quand ?],. En 2016, il est diplômé de l'Université du Cap, titulaire d'un Bachelor of Arts en théâtre et spectacle.

## Filmographie

### Longs métrages
- 2017 : American Girls 6 : Confrontation mondiale (Bring It On: Worldwide Cheersmack) de Robert Adetuyi
- 2019 : Moffie d'Oliver Hermanus : Nicholas van der Swart
- 2020 : The Kissing Booth 2 de Vince Marcello : Buddy
- 2022 : Eraser: Reborn de John Pogue : Oltcheck

### Séries télévisées
- 2017 : Origins: The Journey of Humankind : le soldat (saison 1, épisode 5 : Progress of War)
- 2018 : Deutschland 83 : un soldat (saison 1, épisode 2 : Ommegang)
- 2020 : Vagrant Queen (4 épisodes)
- 2021 : Professionals : Danny Corbo (10 épisodes)
- 2022 : Desert Rose : Eben Greyling

## Théâtre
- 2015 : Trophy
- 2017 : The Native	: Bruce Sifren
- 2017 : Immortal : le nomade
- 2018 : When Swallows Cry
- 2018 : Selwyn and Gabriel : Selwyn
- 2018 : Le Bizarre Incident du chien pendant la nuit (The Curious Incident of the Dog in the Night-Time) : Christopher Boone
- 2020 : "Master Harold"... and the Boys : Hally

## Distinctions

### Récompense
- Naledi Theatre Awards 2019 : meilleur acteur pour son rôle dans la pièce Le Bizarre Incident du chien pendant la nuit[7]

### Nominations
- BWW South Africa Awards 2018 : meilleur acteur dans un rôle de la pièce Immortal[8]

- Fleur du Cap Theatre Awards 2019 : meilleur acteur dans un rôle de la pièce Le Bizarre Incident du chien pendant la nuit[9]

- Naledi Theatre Awards 2019 : meilleur espoir pour la pièce Le Bizarre Incident du chien pendant la nuit

- Mostra de Venise 2019 : meilleur nouveau venu dans[Lequel ?][10]